# JR北海道733系電車
733系電車（733けいでんしゃ）は、北海道旅客鉄道（JR北海道）が2012年（平成24年）から導入した通勤形交流電車。

## 概要
札沼線（学園都市線）の桑園駅 - 北海道医療大学駅間電化開業にあわせ、札幌都市圏の輸送力増強を目的に登場した。本形式の導入に伴い、老朽化した711系の置き換えも実施されている。
JR北海道では、2010年にアルミニウム合金製車体の状態を検証する目的で735系電車を製造しており、2年間の試運転を経て問題がないことは確認されていた。しかし、アルミニウム合金製の車体の本格的な導入については、長期的に運用した上で検討する方向性となり、実績のあるステンレス車体での増備を行っていくことになった。
1996年から運用されている731系電車の設計コンセプトを基本として、その後の新技術の導入やユニバーサルデザイン・バリアフリー対応の要求を満たすために、仕様の変更が行なわれている。
札幌近郊の普通列車に使用される基本番台と、主に快速「エアポート」に使用される3000番台・4000番台、さらに函館近郊の北海道新幹線アクセス列車「はこだてライナー」に使用される1000番台の3グループが存在する。
形式称号は、731系の設計思想を踏襲した車両として、欠番となっていた733系とした。

## 車両概説
以下特記ない限り基本番台登場時の仕様について述べる。

### 車体
クハ733形は車体長21,200mm・全長は21,670mm、モハ733形は車体長20,800mm・全長21,300mmで、いずれも構体をステンレス製とし、731系より側面強度を向上させた。
外板と骨組みは川崎重工業車両カンパニーのefACEと呼ばれる車体構造を採用している。車体幅は、731系・735系の2,800mmより拡大した2,892mmとした。また、客室部分の床面高さは後述の小径車輪採用等により731系の1,150mmより100mm低い1,050mmとし、札幌都市圏での標準的な駅ホーム（高さ920mm）との段差を130mmに抑えた。ただし既存の車両と連結できるように貫通路部分の床面高さは731系などと同一の1,200mmとなったため、運転台通路部分にスロープを設けている。
先頭部は、731系・735系と同様の形状（高運転台貫通構造）で、同様にこの箇所のみ鋼鉄製とした。先頭部幌柱・後退角・運転席周囲の骨組み・運転席後部クラッシャブルゾーンについては731系・735系からさらに強化を図った。貫通幌（小樽・北海道医療大学側に設置）は、731系で採用された自動幌装置は採用せず、735系同様に721系の幌枠をベースにアルミニウム合金製とした通常の幌枠を採用した。
側面客用扉は配置・幅ともに731系を踏襲し各車両とも片側3か所に片引き式、有効開口幅1,150mmのものを設けた。高さは731系より20mm高くした1,870mmとした。なお、735系同様、出入り口にステップは設けられていない。
客室側面窓はすべて固定窓で、冬季の破損防止等を目的にポリカーボネート板（厚さ8 mm）とガラス（厚さ4 mm）の複層ユニット窓としている。
床下には着雪量減少のため機器や配管は露出しないよう機器箱間をステンレス製のふさぎ板で覆う床下機器カバーを採用している。
外装デザインは、車体側面を無塗装とし、正面と側面にJR北海道のコーポレートカラーであるライトグリーンの帯を入れたほか、側面窓の間は連続窓に見えるように黒色に塗装した。前面・側面とも種別・行先表示器は3色LED式で、日本語のほか英語表示も可能である。2013年度に増備されたB-113編成からは、フルカラーLED式に変更されている。前照灯はHIDランプとシールドビームを併設、後部標識灯はLED式である。

### 内装

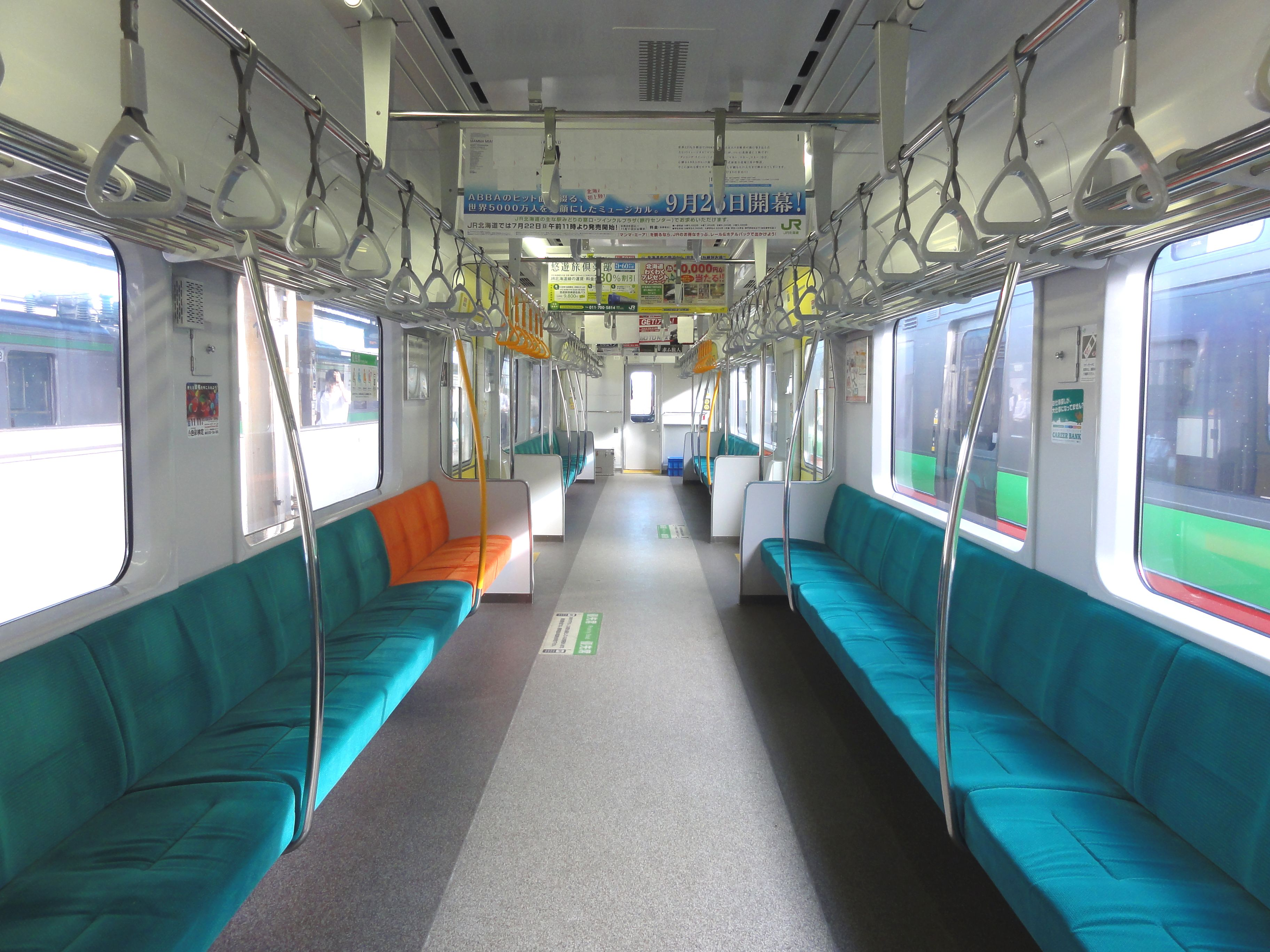
車両内部

座席は3000番台のuシート車を除き、片持ち式ロングシートで、座席のモケットは北海道の草原をイメージした緑色系、優先席はオレンジ色の表皮を使用した。座席の座面と背ずりでモケットを変え、背ずり部分では草原に咲く花をイメージしたドットを配している。
車内の配色は、腰板と天井は明るいグレーを基調とし、非常通報装置・非常灯・消火器などは赤色、乗降用扉は黄色、トイレの扉は水色とすることによって、色によって設備の機能を識別できるようにした。
車内照明は、初期に製造された車両は蛍光灯であったが、2014年度までに全てLED照明に交換された。1000番台・3000番台は、製造当初よりLED照明となっている。
客用扉の半自動扱い時の操作ボタンは735系と同様に視認性の高いデザインとしているほか、鴨居部には開閉確認ランプを設置し、客用扉の開閉時にドアチャイムの鳴動と連動して点滅する。このほか扉横と上部に外部冷気の流入を抑制させる目的でエアカーテンを設置している。4000番代にはエアカーテンは設置されていない。
トイレは車椅子対応として731系や735系よりもさらにスペースを拡大したもので、内部の空間を確保するため扉を曲面としたほか、おむつ交換台を設けた。
車両の6箇所ドアのうち3個所のドア上部には、0番代、3000番代、1000番代はLED式の車内案内表示装置が、4000番代はLCDの車内案内表示装置が設置されている。

### 主要機器
主要機器については電動車のモハ733形へ集中搭載している。
架線電圧の単相交流20,000 V,50 Hz は、主変圧器により交流900 V に降圧した上でPWMコンバータに入力され、直流1,800 V 程度に変換された後、VVVFインバータにより三相交流に変換し、かご形三相誘導電動機を制御する。
主変圧器は2次巻線を2つと3次巻線を1つとした構成で、冷却方式は騒音・振動低減のメリットがある走行風自冷式である。モハ733-101 - モハ733-108は三菱電機製のN-TM-133-1-AN形、モハ733-109 - モハ733-112は東芝製のN-TM-133-2-AN形を搭載する。
主変換装置は3レベル変調単層電圧型PWM制御コンバータ+2レベル変調三相電圧型PWM制御IGBT-VVVFインバータ制御方式を採用、1基の主変換装置で主電動機2台を制御する (1C2M) ユニットを1群とし、これを2群とした構成としている。モハ733-101 - モハ733-108は日立製作所製のN-CI-733-1形、モハ733-109 - モハ733-112は三菱電機製のN-CI-733-2形を搭載する。
主電動機は1時間定格出力230kWのN-MT731A形かご形三相誘導電動機を採用した。この主電動機は、731系以降に登場したJR北海道の電車で採用されているN-MT731形の固定子の配線を変更したものである。冷却方式は強制空冷式であるが、冷却風は電動車の車端部の2位側と3位側に設置された雪切室で、車体外板に設けられたルーバーから送風機により外気を取り込み、風洞を経由して供給される方式が採用されている。これは、北海道など豪雪地帯用の電車に共通の特殊なものであるが、1000・3000番台では、全閉式主電動機の採用により、主電動機内部のファンで内部の空気を循環させ、熱交換器により外気と熱交換する方式に変更されたため、車端部に設置されていた雪切室がなくなり、それに伴って客室スペースが拡大され、送風機などの装置とダクトの撤去により、重量の削減が図られている。
補助電源装置はコンバータ+インバータで構成される静止形（SIV）を採用しており、主変圧器の3次巻線からの交流電源により、直流と交流を出力して、車両の制御・補助回路への給電と蓄電池への充電を行う。また、コンバータ部ではダイオードブリッジ整流+IGBTチョッパ制御により直流電源を出力するようにしている。装置は富士電機製で、N-APS733形SIVにより安定した単相交流100V,50Hzが4.25 kVA×2、安定した直流100Vが10.5 kWが出力される。
制動装置（ブレーキ）は回生ブレーキ併用電気指令式空気ブレーキで、速度が0 km/h まで電気ブレーキが有効となる全電気ブレーキ機能を有する。
パンタグラフはシングルアーム式のN-PS785形を搭載した。
空調装置は集中式のN-AU733形（3000番台・1000番台はN-AU733A形）を屋根上に1基搭載する。冷暖房兼用で冷房能力は34.9 kW (30,000kcal/h) 、暖房能力は20 kW である。このほか、座席下に吊り下げ式電気暖房器を設置している。
運転室は731系と同様の高運転台構造で、機器配置も731系と同様である。主幹制御器には、721系以降採用実績のある左手操作型ワンハンドル式が採用された。助士席前面窓と貫通路の窓にはポリカーボネートの表面を導電体として、通電すると発熱する仕組みとした「発熱ポリカーボネート」を採用した。
なお、733系では731系と同一の車体構造を有する201系気動車との連結・協調運転は行わないことから、731系のように気動車と連結するための機器は搭載していない。

### 台車

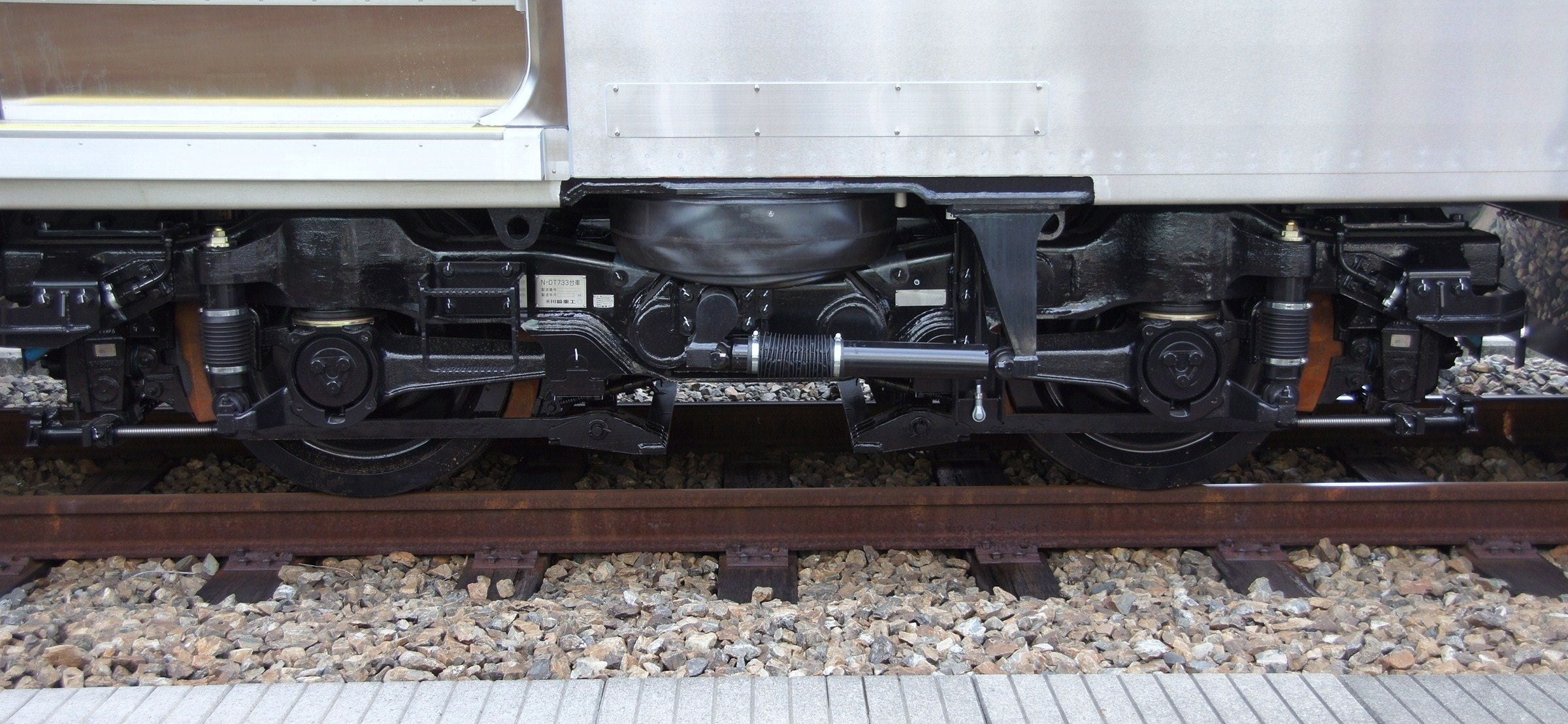
電動台車 (N-DT733)

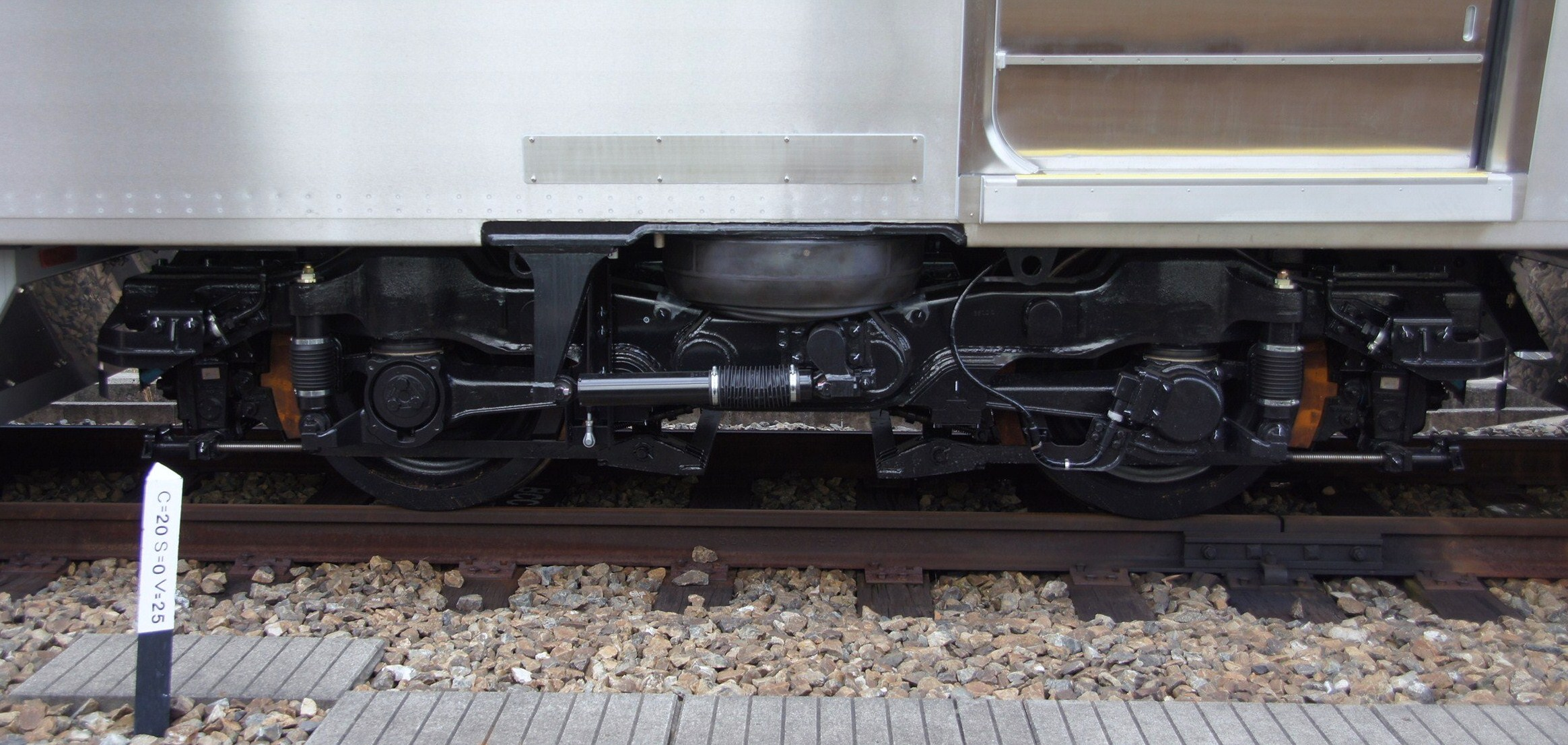
付随台車 (N-TR733)

台車は軸梁式軸箱支持方式ボルスタレス台車で、電動台車がN-DT733形、付随台車はN-TR733形である。どちらも車体の低床化に伴い、空気ばね取り付け位置を低くするため弓形台車枠としたほか、車輪径810 mm の小径車輪を使用した。基礎制動装置はJR北海道の電車では初めてユニットブレーキを使用したクラスプ式（両抱え式）とした。電動台車の駆動装置はTD継手式平行カルダン駆動方式で、歯車比は93:19 (4.89) である。

## 番台区分
編成は効率的な運用を可能にするため、711系・721系・731系・735系と同様の3両と快速「エアポート」用の6両で組成され、系列中に以下の3形式が存在する。なお、制御車（先頭車）の向きは函館本線を基準とする。
車内設備に関して、特に断りのない場合はロングシートである。

### 基本番台（3両編成）

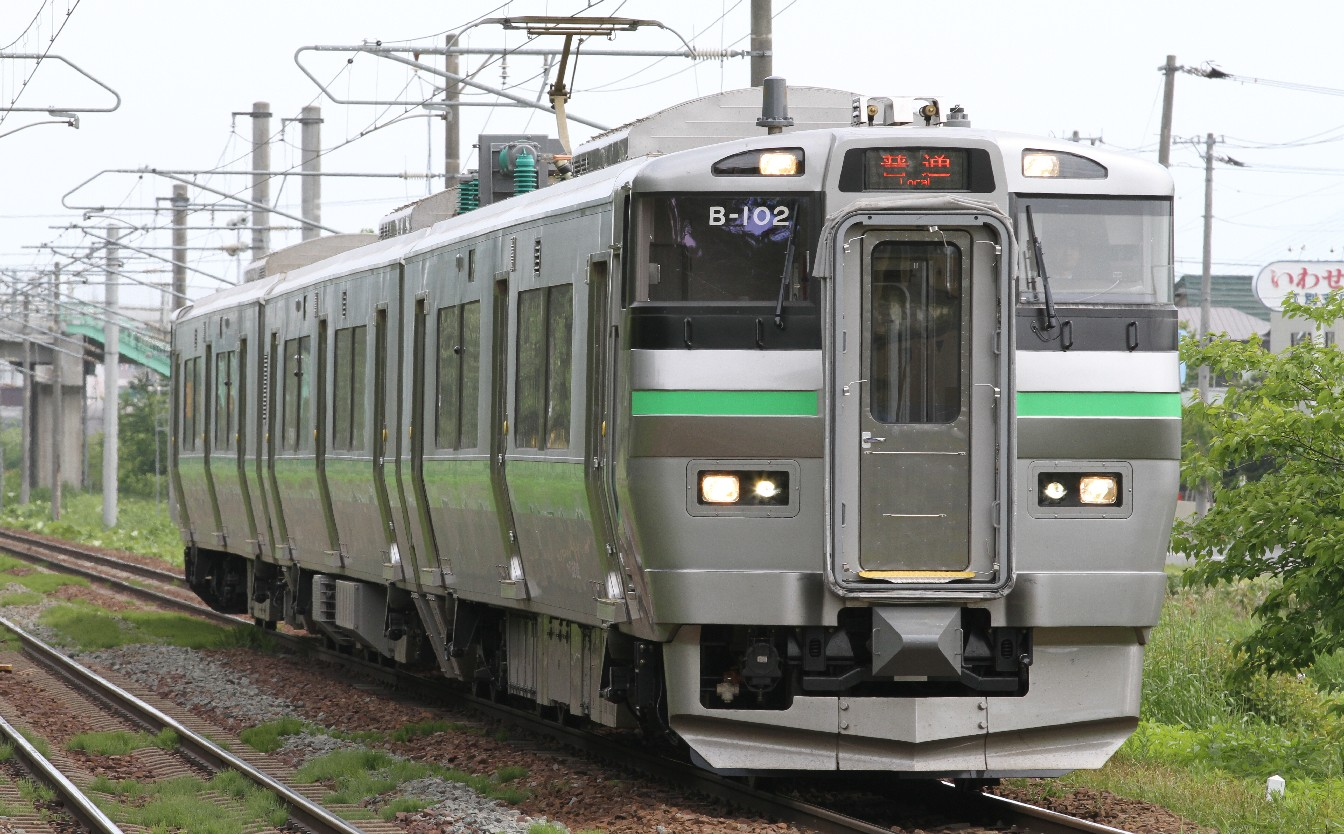
B102編成

編成番号は中間電動車モハ733形の車両番号に識別記号「B」を付し、「B-101」などと表記される。
クハ733形
100番台 (Tc1)
1号車に組成される制御車（滝川方先頭車）。車椅子対応トイレ・車椅子スペースが設置されている。
200番台 (Tc2)
3号車に組成される制御車（小樽方先頭車）で、補助電源装置・電動空気圧縮機・蓄電池を搭載する。
モハ733形 (M)
2号車に組成される電動車（中間車）で、主回路機器（主変圧器・主変換装置）・集電装置を集中搭載する。番台区分は100番台。
| 区分                 | Tc1         | M           | Tc2         |
| 車両番号区分         | クハ733-100 | モハ733-100 | クハ733-200 |
| 搭載機器             |             | MT, CI, PT  | SIV, CP, Bt |
| 自重                 | 33.9t       | 43.1t       | 35.5t       |
| 車内設備             | WC, BF      |             |             |
| 定員 () 内は座席定員 | 139 (46)    | 154 (52)    | 146 (50)    |

### 3000番台（6両編成）

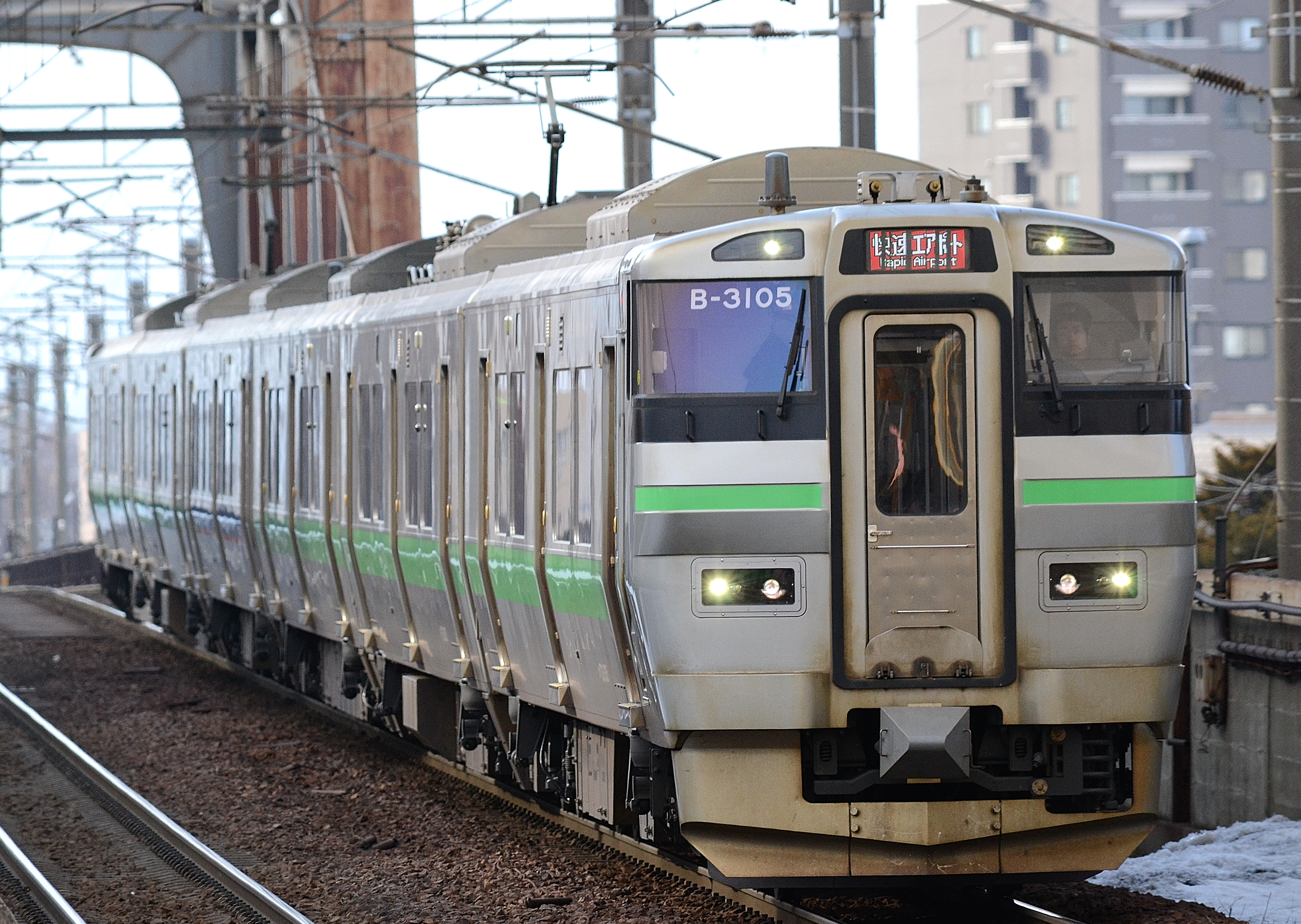
B3105編成

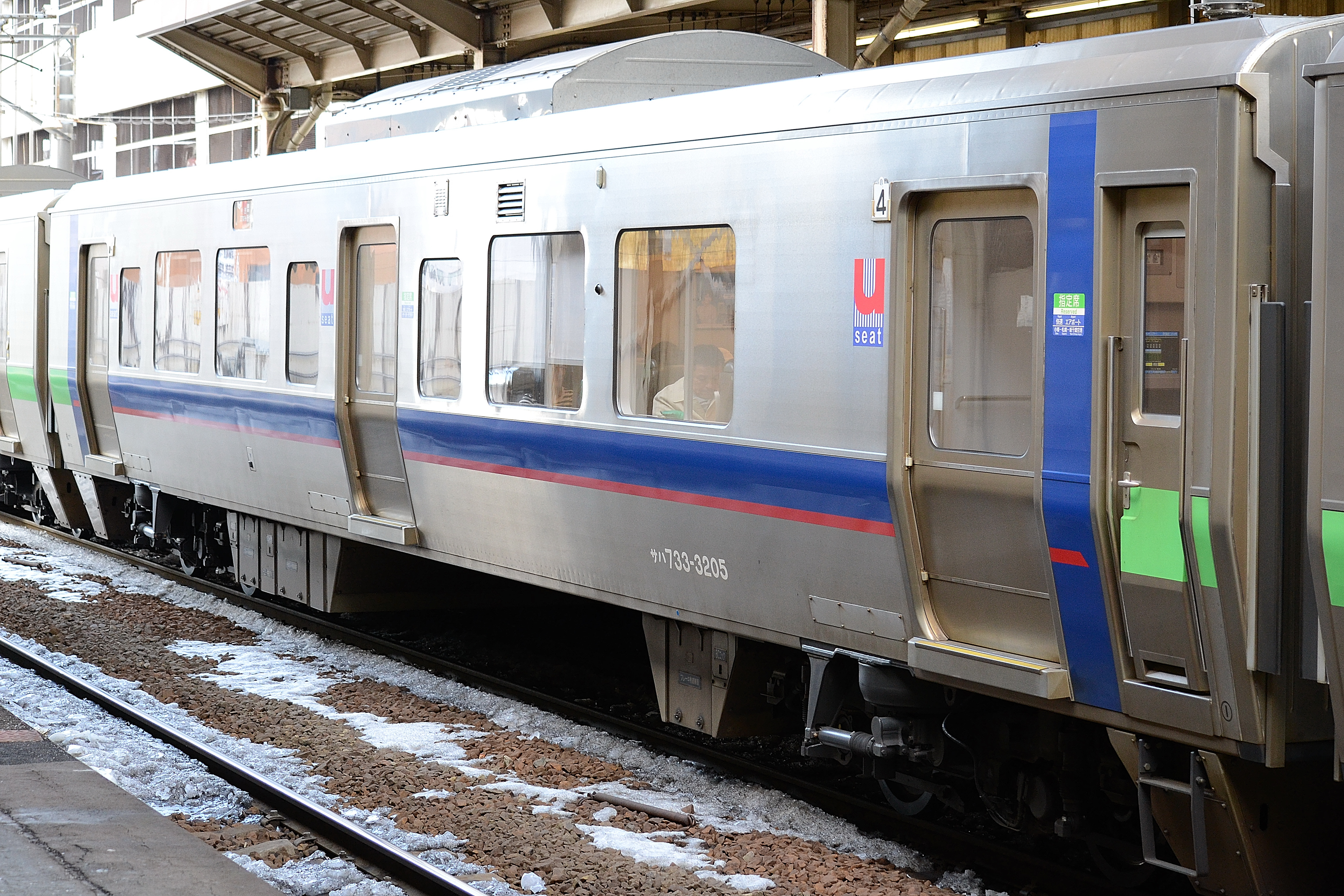
「uシート」車両（サハ733-3205）

快速「エアポート」用に導入されたグループ。新たにサハ733形が新形式として登場したほか、客室照明はすべてLED照明となり、デッキを廃止してステップレス化により通路が広くなった。また、全閉式主電動機の採用により、外部からの雪を分離して主電動機冷却用の冷却風を送り込んでいた雪切室がなくなり、乗車定員が721系（6両編成）と比較して8%増加した。
座席が721系の転換式クロスシートから片持ち式ロングシートに変更されたほか、4号車のサハ733-3200は、回転式リクライニングシートを備えた指定席「uシート」となっている。同年7月中旬から11月下旬にかけて順次投入され、快速「エアポート」用車両の4割が本系列に置き換えられた。
基本的には6両編成だが、編成は4号車と3号車を境に2編成に分割可能な構成となっており、滝川・苫小牧方の3両編成が3100番台、小樽方の3両編成が3200番台となっている。なお付随車であるサハ733形は本番台にのみ連結されている。他車との併結運転はしないため、先頭車には貫通幌を装備していないほか、乗務員室内の緊急ブレーキが設置されている席の扉は設置されていない。
車内照明にLEDを採用している。主電動機は全閉式 N-MT733 （出力は225 kWに変更）を採用し、機器の一部を省略することで客室スペースの拡大が図られている。主電動機変更により、電動台車は N-DT733A となっている。
クハ733形
3100番台 (Tc1)
1号車に組成される制御車（滝川方先頭車）。車椅子対応トイレが設置されている。
3200番台 (Tc2)
6号車に組成される制御車（小樽方先頭車）で、補助電源装置・電動空気圧縮機を搭載する。車椅子スペースが設置されている。
モハ733形
3100番台 (M1)
2号車に組成される電動車（中間車）で、主回路機器（主変圧器・主変換装置）・集電装置を搭載する。
3200番台 (M2)
5号車に組成される電動車（中間車）で、主回路機器（主変圧器・主変換装置）・集電装置を搭載する。
サハ733形
3100番台 (T1)
3号車に組成される付随車（中間車）で、補助電源装置・空気圧縮機・蓄電池を搭載する。車椅子対応トイレ・車椅子スペースが設置されている。
3200番台 (T2)
4号車に組成される付随車（中間車）。座席は指定席「uシート」用の回転式リクライニングシートで、デッキを装備するためこの車両のみ半自動扉の機能を持たない。デッキ付近に荷物置き場を、3号車寄りに車掌室と業務用室が設置されている。また、快速「エアポート」では指定席、それ以外に充当する際は自由席として使用するため、客室仕切上部デッキ側に座席種別を表示する案内表示器が設置されている。なお、721系の「uシート」で実施されていたFMラジオ放送は実施しない。
|                      | ← 滝川・苫小牧・新千歳空港小樽・北海道医療大学 → | ← 滝川・苫小牧・新千歳空港小樽・北海道医療大学 → | ← 滝川・苫小牧・新千歳空港小樽・北海道医療大学 → | ← 滝川・苫小牧・新千歳空港小樽・北海道医療大学 → | ← 滝川・苫小牧・新千歳空港小樽・北海道医療大学 → | ← 滝川・苫小牧・新千歳空港小樽・北海道医療大学 → | ← 滝川・苫小牧・新千歳空港小樽・北海道医療大学 → |
| 形式                 | クハ733形                                        | モハ733形                                        | サハ733形                                        | サハ733形                                        | モハ733形                                        | クハ733形                                        |                                                  |
| -------------------- | ------------------------------------------------ | ------------------------------------------------ | ------------------------------------------------ | ------------------------------------------------ | ------------------------------------------------ | ------------------------------------------------ | ------------------------------------------------ |
| 区分                 | Tc1                                              | M1                                               | T1                                               | T2                                               | M2                                               | Tc2                                              |                                                  |
| 車両番号区分         | クハ733-3100                                     | モハ733-3100                                     | サハ733-3100                                     | サハ733-3200                                     | モハ733-3200                                     | クハ733-3200                                     |                                                  |
| 編成番号区分         | B-3100編成                                       | B-3100編成                                       | B-3100編成                                       | B-3200編成                                       | B-3200編成                                       | B-3200編成                                       |                                                  |
| 搭載機器             |                                                  | MT, CI, PT                                       | SIV, CP, Bt                                      |                                                  | MT, CI, PT                                       | SIV, CP                                          |                                                  |
| 自重                 | 33.7t                                            | 41.8t                                            | 34.0t                                            | 31.8t                                            | 41.8t                                            | 35.3t                                            |                                                  |
| 車内設備             | WC                                               |                                                  | WC, BF                                           |                                                  |                                                  | BF                                               |                                                  |
| 定員 () 内は座席定員 | 142 (46)                                         | 156 (52)                                         | 149 (48)                                         | 72 (43)                                          | 156 (52)                                         | 146 (47)                                         |                                                  |

北海道新幹線が開業した2016年（平成28年）には、イメージキャラクターを務めた大谷翔平（当時北海道日本ハムファイターズ）のラッピングがB-3106/3206編成に施された。2017年（平成29年）は第2弾としてB-3103/3203編成にラッピングがされ、そのうち1号車(クハ733-3103)は全ての広告が当キャンペーンのものとなり、床面には大谷選手の原寸大足型などが装飾されていた。

### 4000番台（6両編成）

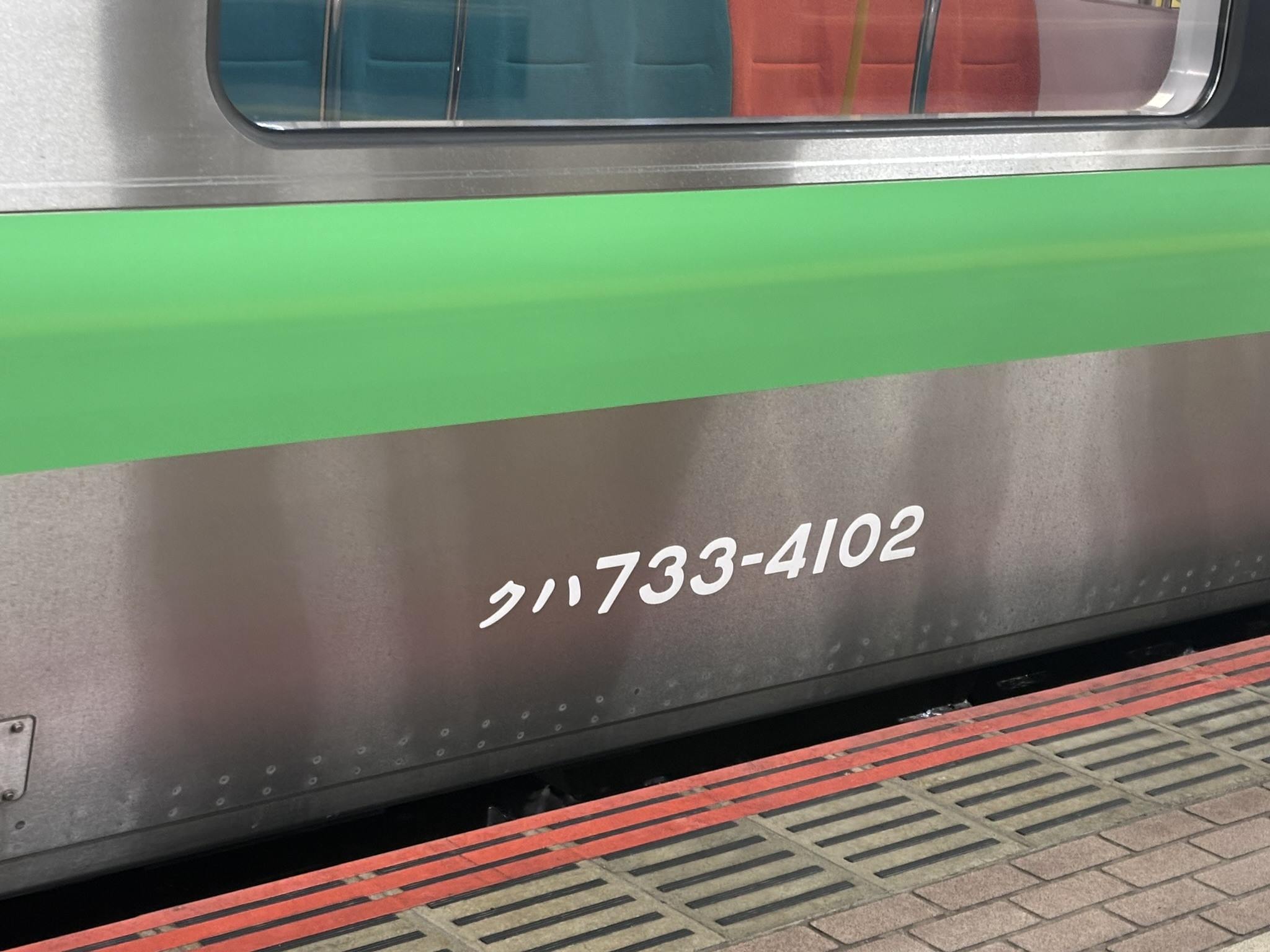
車両側面にある車両形式の表示

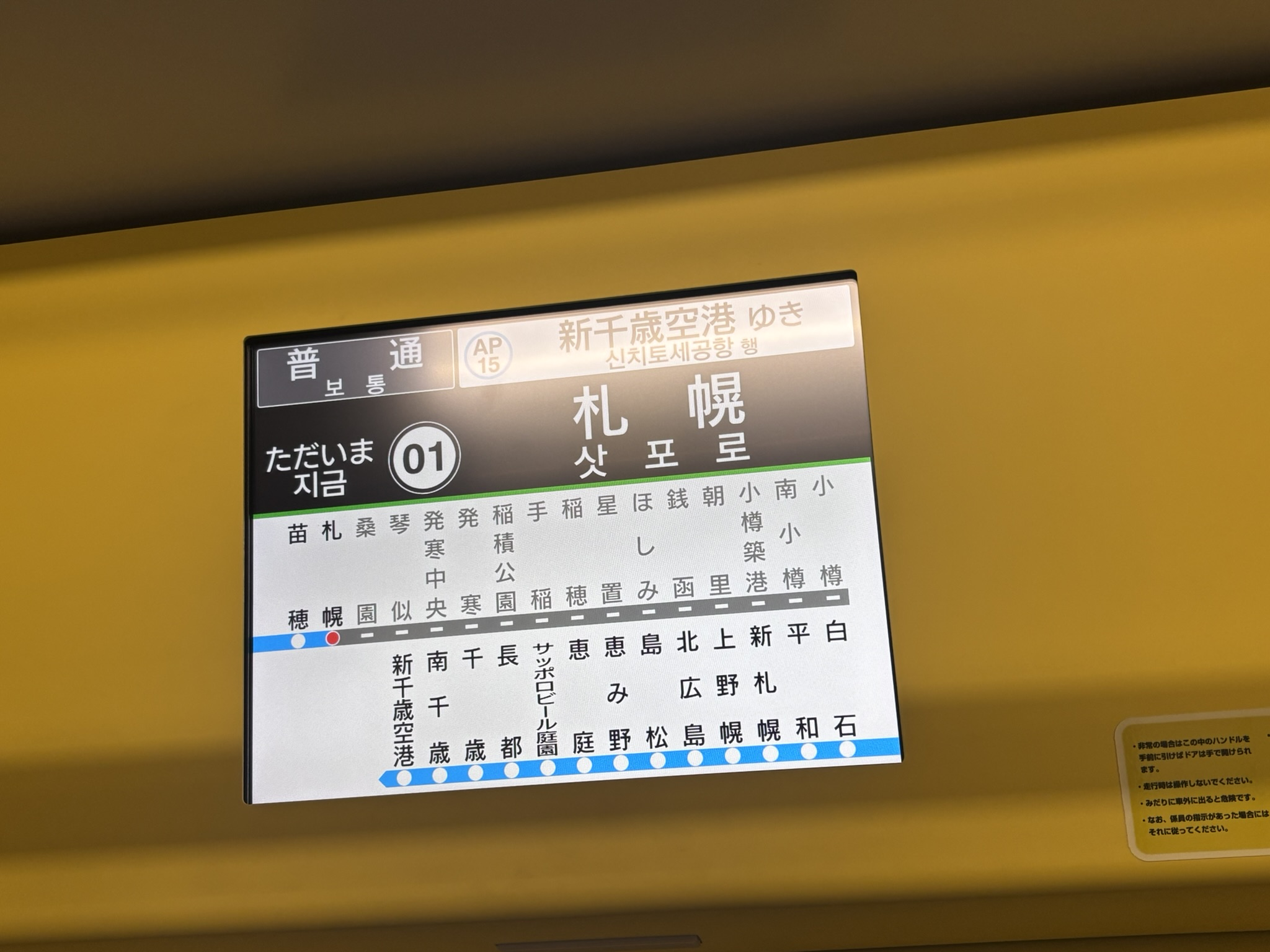
JR北海道初の液晶ディスプレイであり、既存のLED側面表示器同様、千鳥配置となっている

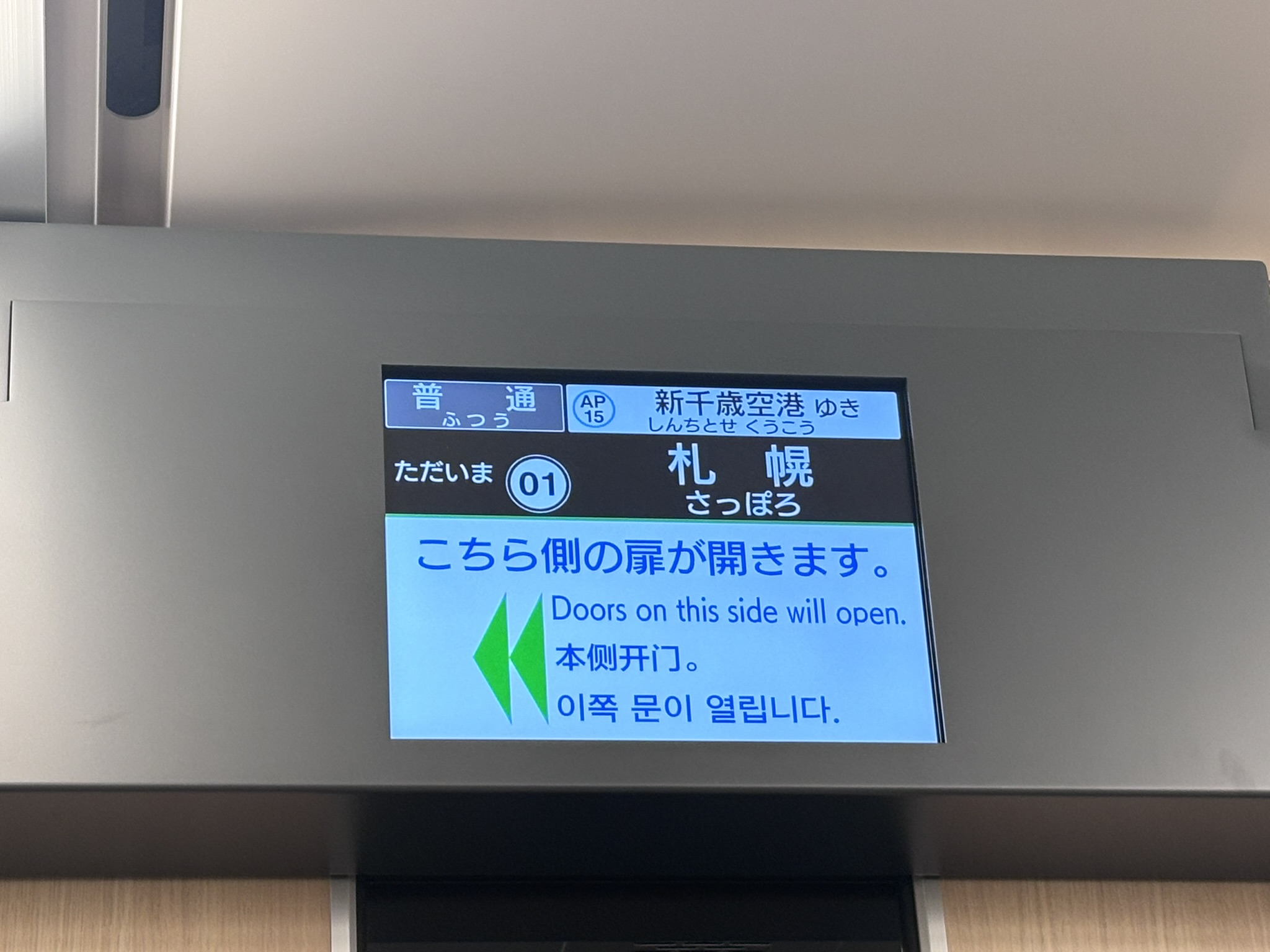
uシート車両は車両前方と車両後方に設置している。

前述の3000番台をベースに、老朽化が進む721系の置き換えとして快速「エアポート」用に導入されているグループ。2024年10月25日に運行開始。車体や機器類は3000番台と同様であるが、客室設備や台車に仕様変更が実施されている。
客室設備では、車椅子・ベビーカースペースを4号車（uシート車）以外の全ての車両（1編成あたり6箇所）に設置し、案内表示器は従来、2色カラーのLED表示器であったが、15インチの液晶ディスプレイに変更し、言語も日本語の他に英語と中国語（簡体字）、韓国語の4言語に対応し、切り替えて表示している。液晶ディスプレイはuシート車は客室仕切り戸上に4台、それ以外の車両は乗降扉上に3台設置している。また、uシート車ではコンセントが各座席に1台ずつ設置され、大型の荷物置き場が各客室に1箇所ずつ設置されている。セキリティ向上のため、各車両に防犯カメラや直接乗務員と通話可能な非常通報装置を設置している。異常時に空調装置が動作しなかった際、換気および暑さ対策として側窓上部に可倒窓を設けている。各扉横に設置していたエアカーテンは廃止している。台車は継手をTD継手からH100形気動車で採用しているWN継手に変更し、歯車比を従来の4.89から737系と同じ5.22に変更している。2025年までに6両×7編成(42両)を導入する予定。
|                      | ← 滝川・苫小牧・新千歳空港小樽・北海道医療大学 → | ← 滝川・苫小牧・新千歳空港小樽・北海道医療大学 → | ← 滝川・苫小牧・新千歳空港小樽・北海道医療大学 → | ← 滝川・苫小牧・新千歳空港小樽・北海道医療大学 → | ← 滝川・苫小牧・新千歳空港小樽・北海道医療大学 → | ← 滝川・苫小牧・新千歳空港小樽・北海道医療大学 → | ← 滝川・苫小牧・新千歳空港小樽・北海道医療大学 → |
| 形式                 | クハ733形                                        | モハ733形                                        | サハ733形                                        | サハ733形                                        | モハ733形                                        | クハ733形                                        |                                                  |
| -------------------- | ------------------------------------------------ | ------------------------------------------------ | ------------------------------------------------ | ------------------------------------------------ | ------------------------------------------------ | ------------------------------------------------ | ------------------------------------------------ |
| 区分                 | Tc1                                              | M1                                               | T1                                               | T2                                               | M2                                               | Tc2                                              |                                                  |
| 車両番号区分         | クハ733-4100                                     | モハ733-4100                                     | サハ733-4100                                     | サハ733-4200                                     | モハ733-4200                                     | クハ733-4200                                     |                                                  |
| 編成番号区分         | B-4100編成                                       | B-4100編成                                       | B-4100編成                                       | B-4200編成                                       | B-4200編成                                       | B-4200編成                                       |                                                  |
| 搭載機器             |                                                  | MT, CI, PT                                       | SIV, CP, Bt                                      |                                                  | MT, CI, PT                                       | SIV, CP                                          |                                                  |
| 自重                 | 34.2t                                            | 40.3t                                            | 33.6t                                            | 31.8t                                            | 40.3t                                            | 35.2t                                            |                                                  |
| 車内設備             | WC                                               |                                                  | WC, BF                                           |                                                  |                                                  | BF                                               |                                                  |
| 定員 () 内は座席定員 | 143 (46)                                         | 156 (49)                                         | 150 (42)                                         | 70 (43)                                          | 156 (49)                                         | 146 (47)                                         |                                                  |

### 1000番台（3両編成）

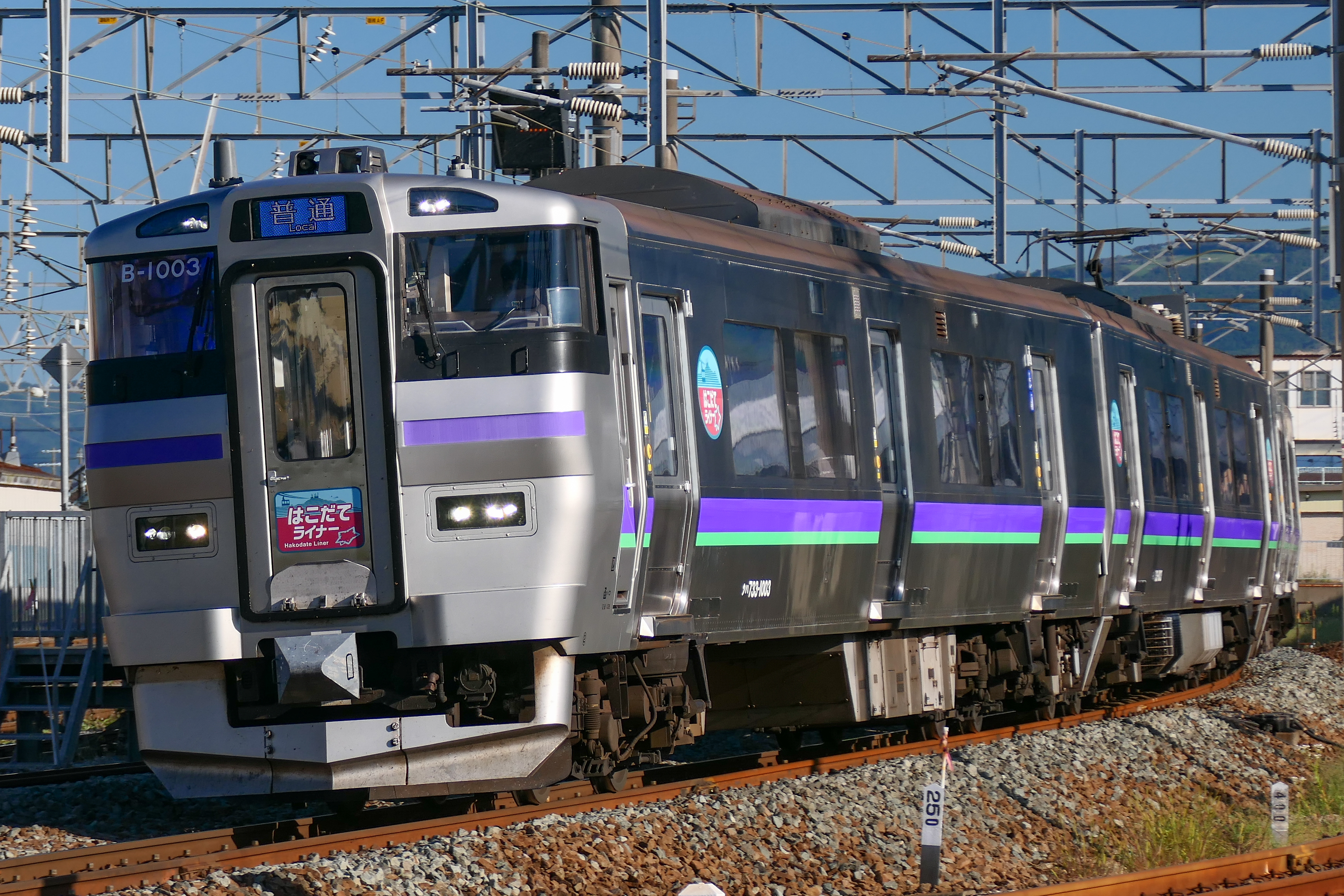
B1003編成

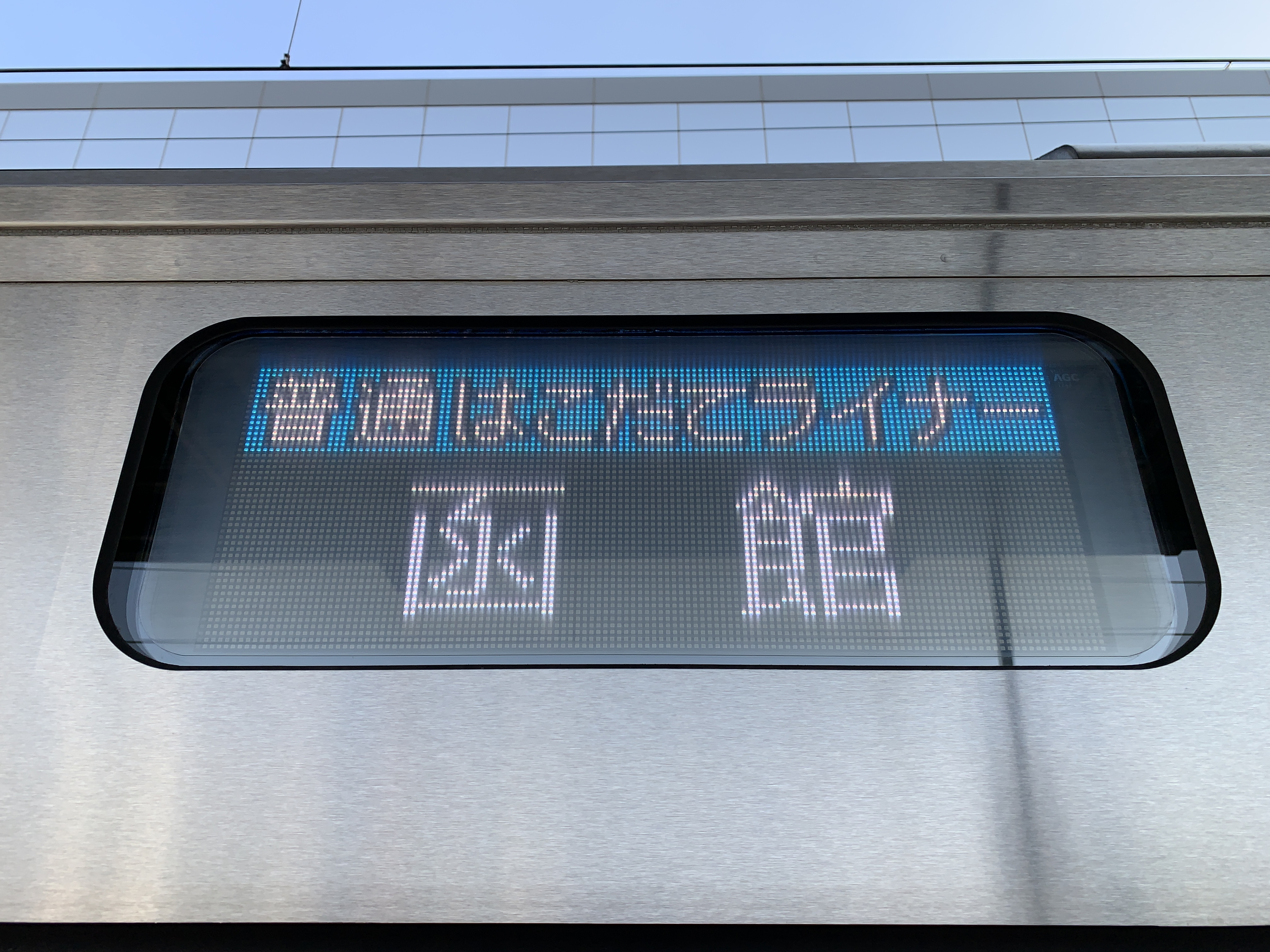
側面種別・行先表示器
（B1002編成・フルカラーLED）

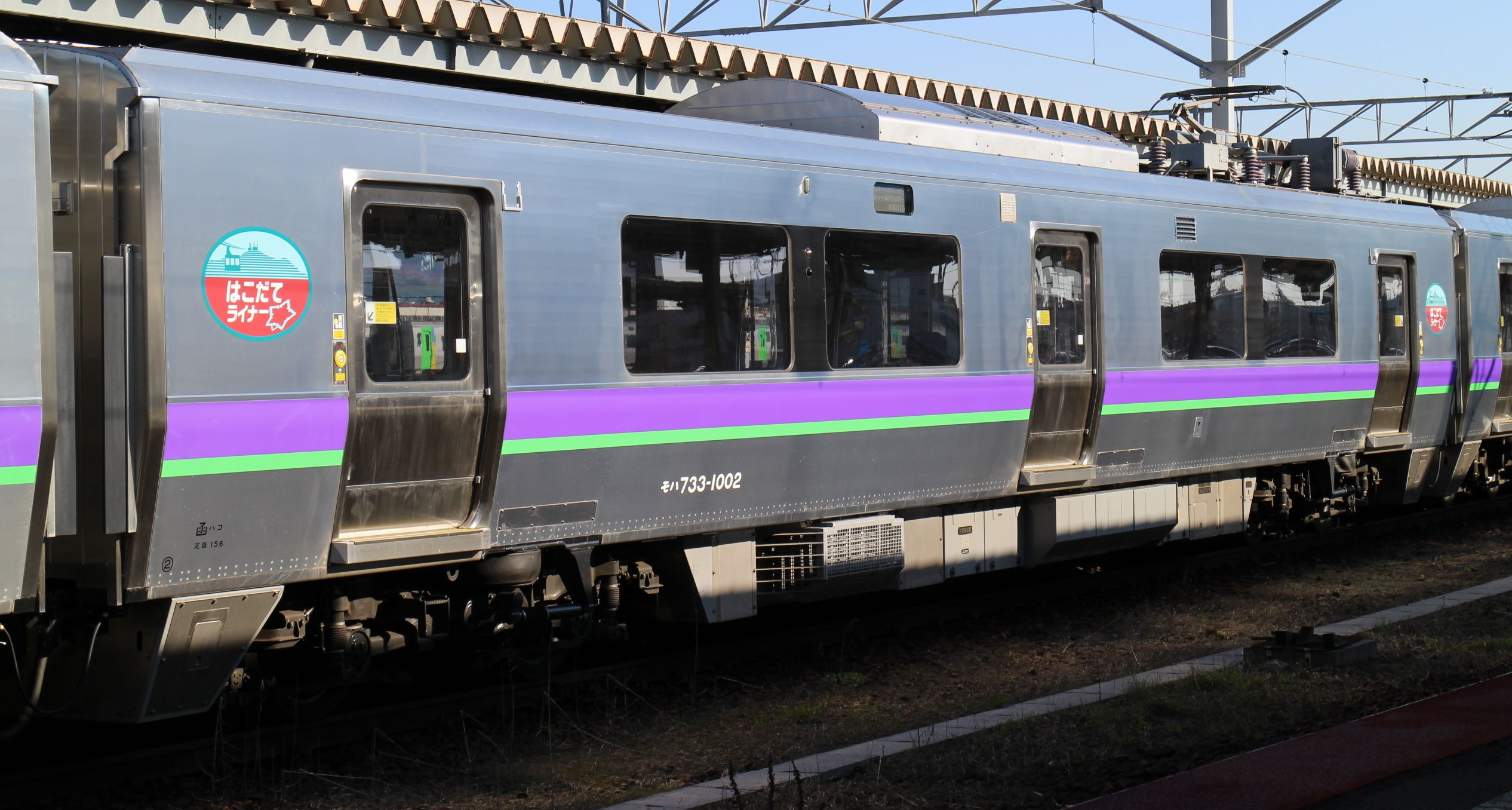
モハ733形1000番台
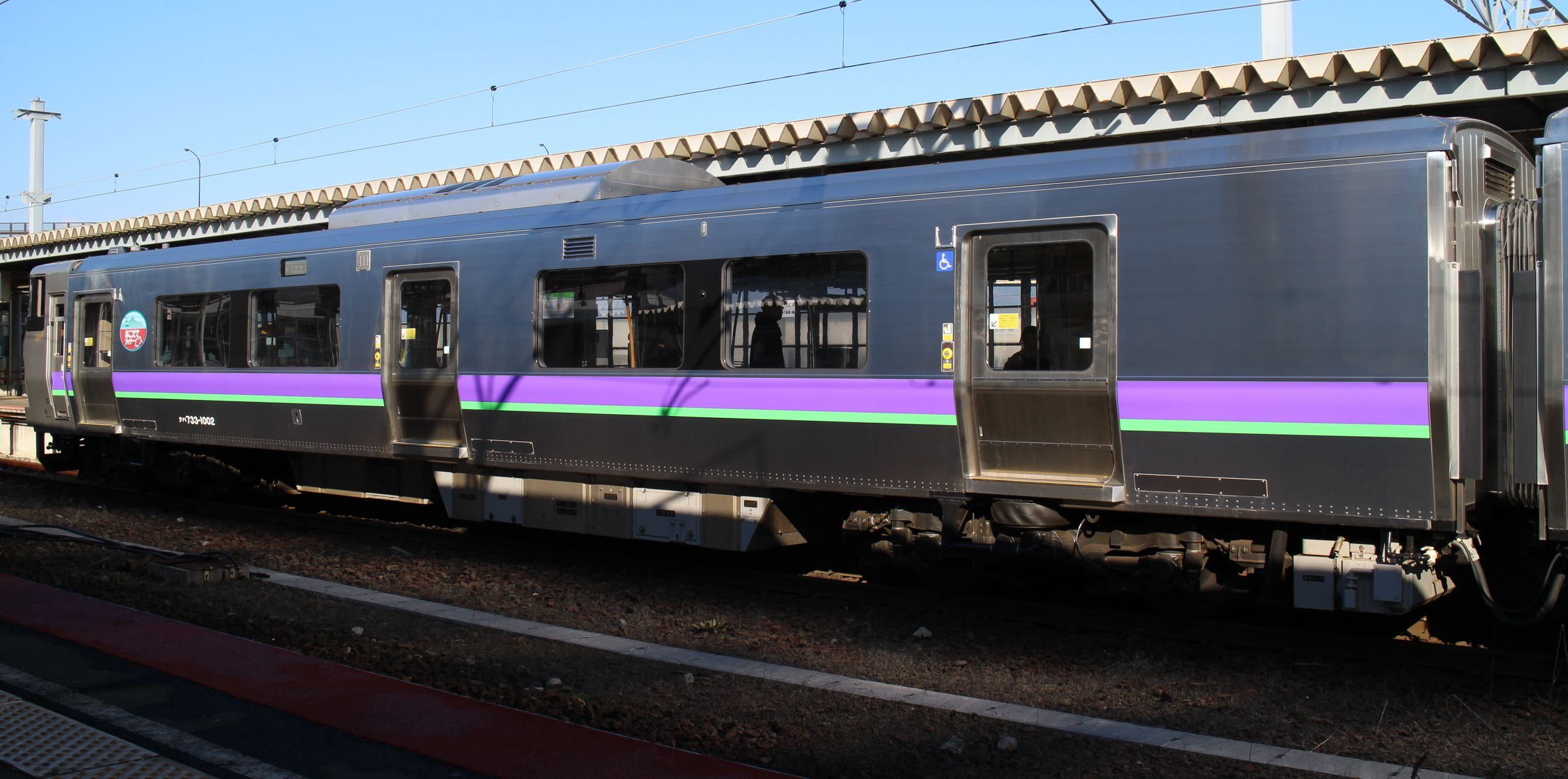
クハ733形1000番台
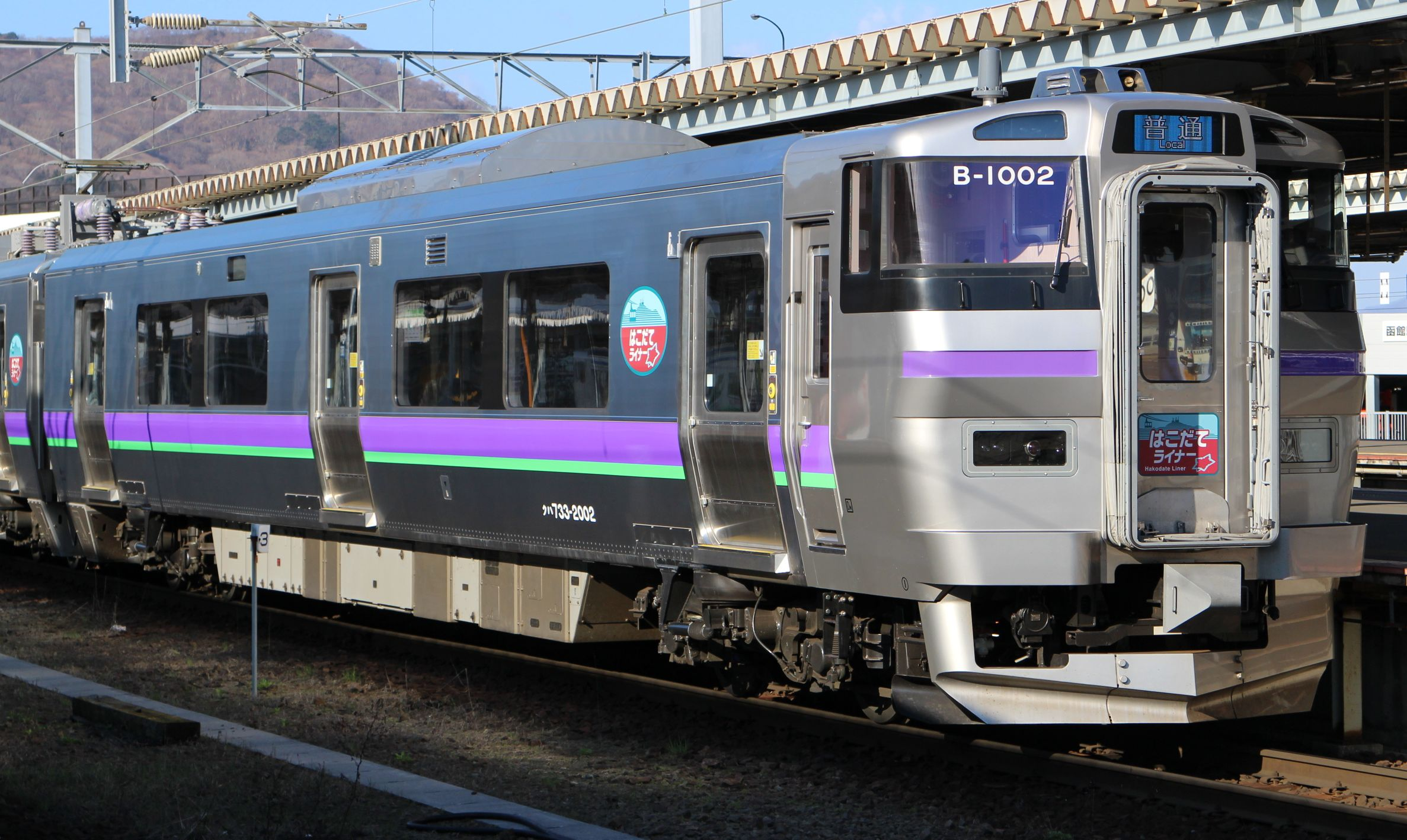
クハ733形2000番台

函館駅 - 新函館北斗駅間のアクセス列車「はこだてライナー」用として導入されたグループである。
基本設計は札幌圏で運用されている0・3000番台と同じだが、コンセプトを｢新幹線と連携・一体感｣と｢函館らしさ・北海道らしさ｣としているため、外装と内装に一部変更が行われており、外装は車体の側面腰部と前面のラインカラーをパープルに変更するともに、コーポレートカラーのライトグリーンを車体の側面腰部のパープルの下に帯で配置している。
内装は「北海道の豊かな自然」と「函館の異国情緒」をイメージし、乗降口付近と車両の妻面の妻壁を木目調、客室扉の車内側をレンガ色、優先席を除いた座席モケットを北海道の自然をイメージさせるグリーンとしている。車内照明は3000番台同様にLEDを採用したが、電気系統を交流 (AC) 系統と直流 (DC) 系統との2系統化することで、停電発生時でも蓄電池により一部の照明は残るようにしてある。
2015年秋から順次落成し、2016年3月26日の北海道新幹線新青森駅 - 新函館北斗駅間開業に合わせて営業運転を開始した。
クハ733形
1000番台 (Tc1)
1号車に組成される制御車（函館方先頭車）。車椅子対応トイレ・車椅子スペースが設置されている。
2000番台 (Tc2)
3号車に組成される制御車（新函館北斗方先頭車）。補助電源装置・空気圧縮機を搭載する。
モハ733形 (M)
2号車に組成される電動車（中間車）。番台区分は1000番台。主回路機器（主変圧器・主変換装置）・集電装置を搭載する。
- モハ733形1000番台
- クハ733形1000番台
- クハ733形2000番台

| 区分                 | Tc1          | M            | Tc2          |
| 車両番号区分         | クハ733-1000 | モハ733-1000 | クハ733-2000 |
| 搭載機器             |              | MT, CI, PT   | SIV, CP, Bt  |
| 自重                 | 34.2         | 41.9         | 35.5         |
| 車内設備             | WC, BF       |              |              |
| 定員 () 内は座席定員 | 138 (46)     | 156 (52)     | 145 (50)     |

### 凡例
- Tc：制御車
- M：電動車
- T：付随車
- MT：主変圧器
- CI：主変換装置
- SIV：補助電源装置（静止形インバータ）
- CM：電動空気圧縮機
- PT：集電装置
- Bt：蓄電池
- WC：トイレ
- BF：車椅子スペース

## 沿革
- 2012年（平成24年）

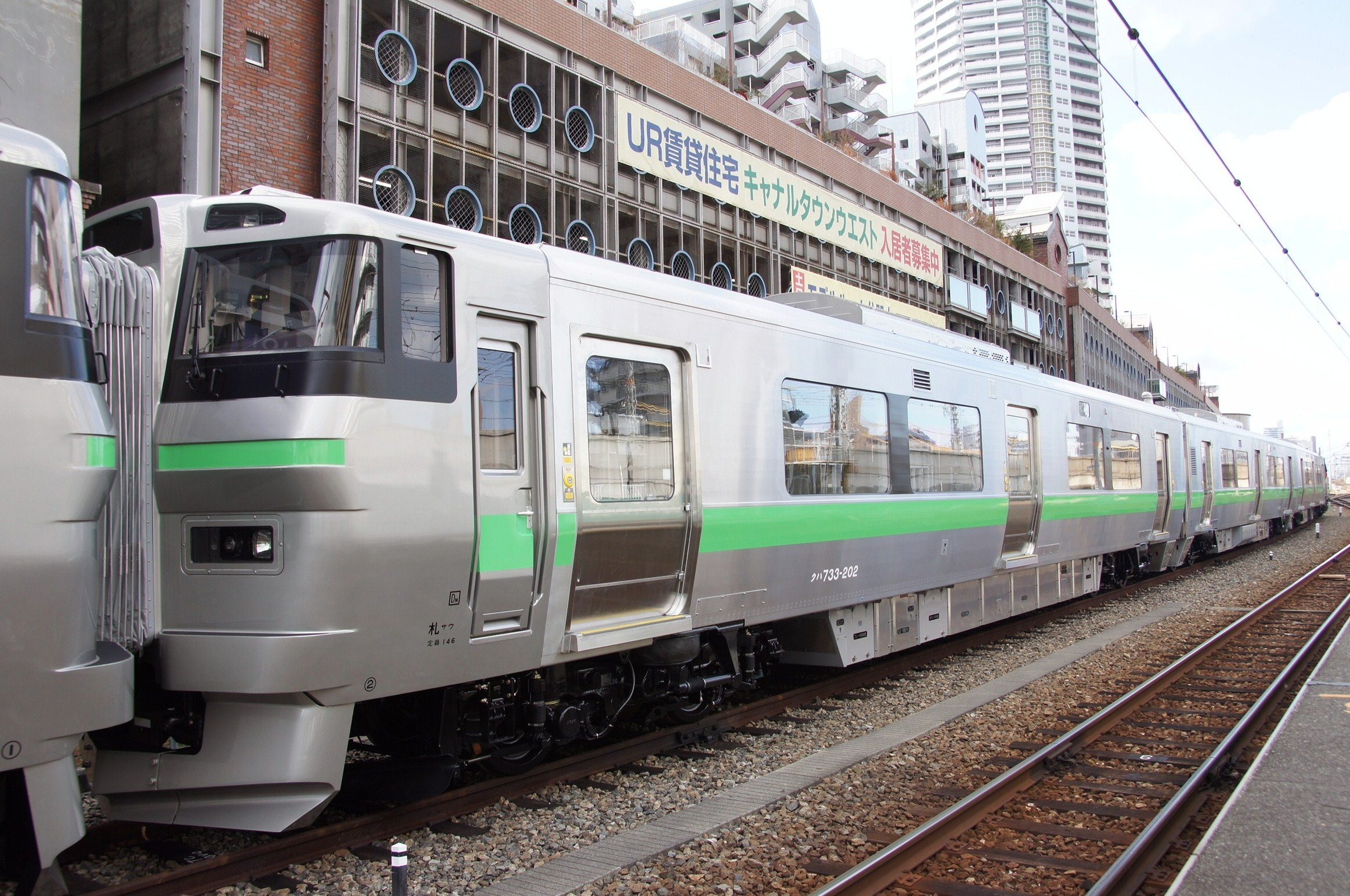
甲種輸送中で兵庫駅に停車中の733系電車 （2012年2月）

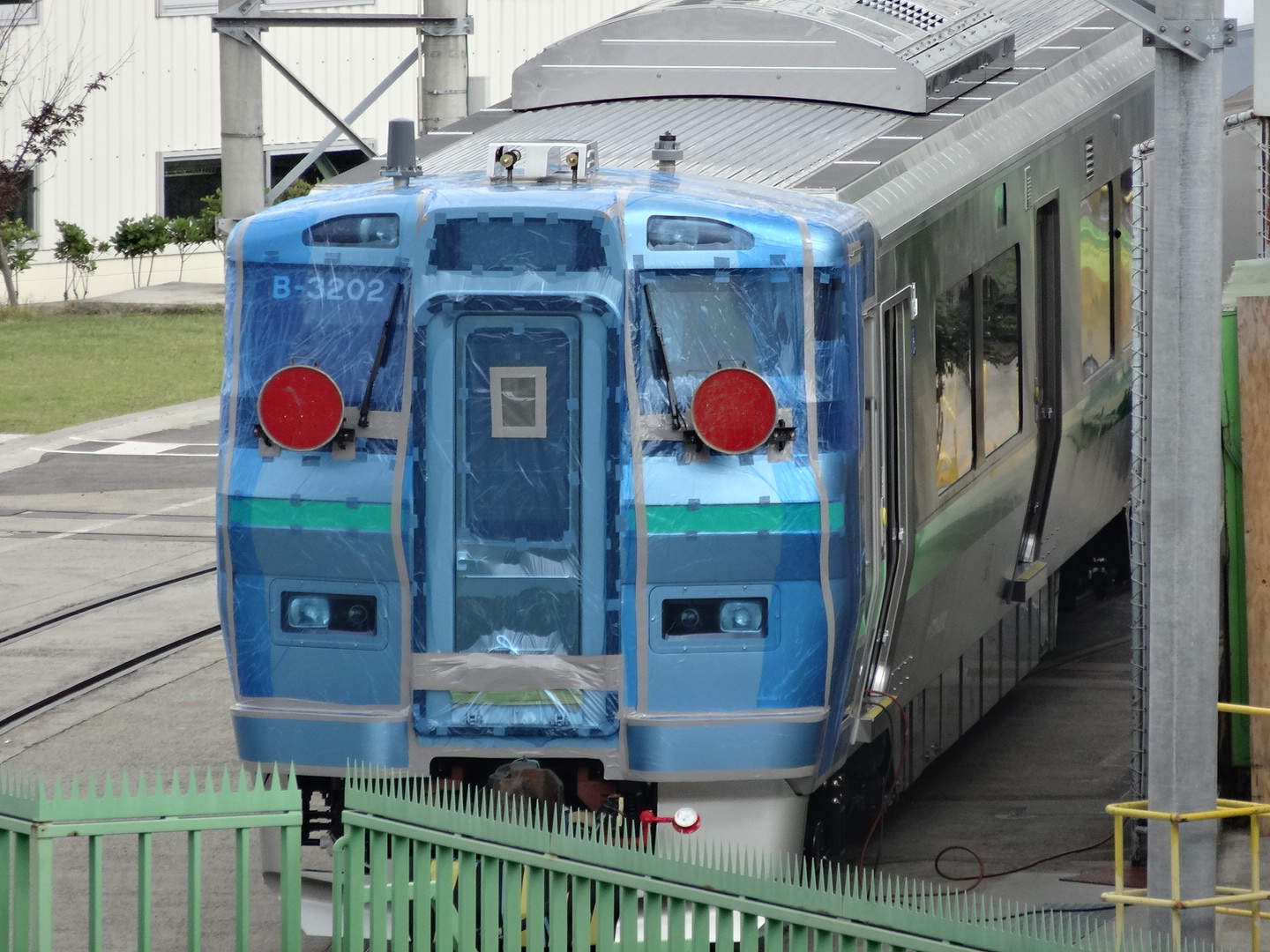
川崎重工業兵庫工場にて留置中の733系電車（2014年6月）

  - 2月8日 - 10日：基本番台3両編成2本が川崎重工業兵庫工場より甲種輸送される[記事 3][記事 4]。
  - 6月1日：札沼線の第1次電化開業に伴うダイヤ改正[資料 1]。基本番台3両編成6本18両が先行投入され、営業運転を開始[記事 5]。
  - 10月27日：札沼線の第2次電化開業に伴うダイヤ改正[資料 9]。この日までに、基本番台3両編成6本が追加投入され、合計で基本番台3両編成12本となる[4]。
- 2014年（平成26年）
  - 5月30日 - 6月2日：快速「エアポート」用の3000番台6両編成1本が川崎重工業兵庫工場より甲種輸送される[記事 6][記事 7]。
  - 7月19日：3000番台が営業運転を開始[記事 8][記事 9]。
  - 8月30日：快速「エアポート」の最高速度が130km/hから120km/hへ引き下げられる[資料 10]。
  - 11月20日：JR北海道が、函館駅 - 新函館北斗駅間のアクセス列車用に1000番台（3両編成）を増備すると発表[資料 4]。
- 2015年（平成27年）
  - 10月6日 - 8日：「はこだてライナー」用の1000番台3両編成2本が川崎重工業兵庫工場より甲種輸送される[記事 10]。
  - 12月4日 - 1000番台車両が試運転開始[26]。
- 2016年（平成28年）
  - 3月26日：北海道新幹線の新青森駅 - 新函館北斗駅間開業に伴い、1000番台が「はこだてライナー」として営業運転を開始[資料 7][資料 8][記事 11][記事 12]。
- 2024年（令和6年）
  - 5月15日：4000番台6両編成2本が川崎車両より甲種輸送される[記事 13]。
  - 7月10日：JR北海道公式Youtubeにて4000番台の詳細映像が公開される[27]。
  - 10月25日：4000番台が営業運転開始[記事 14]。

## 運用

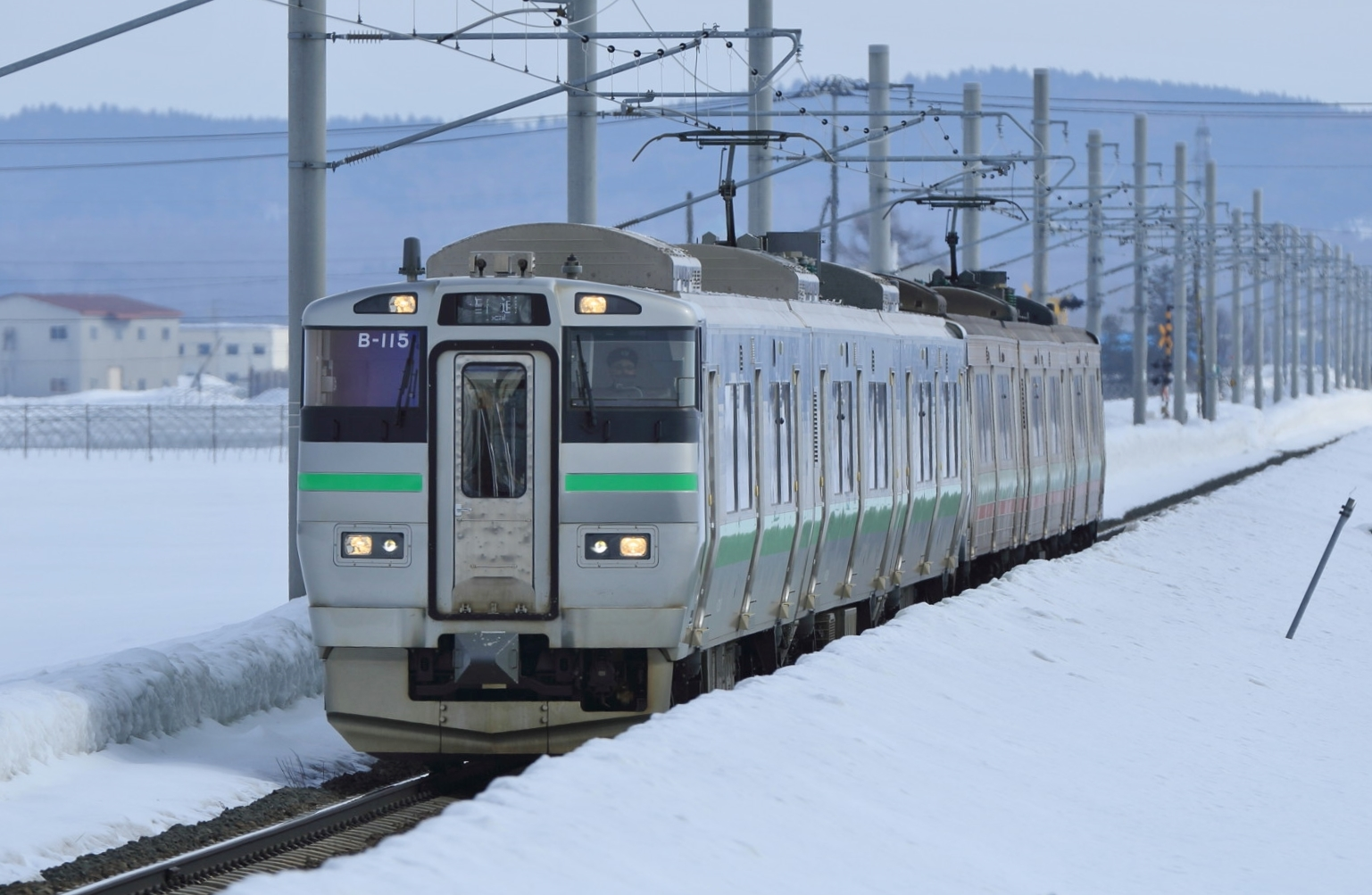
731系と併結して学園都市線の運用に就く基本番台

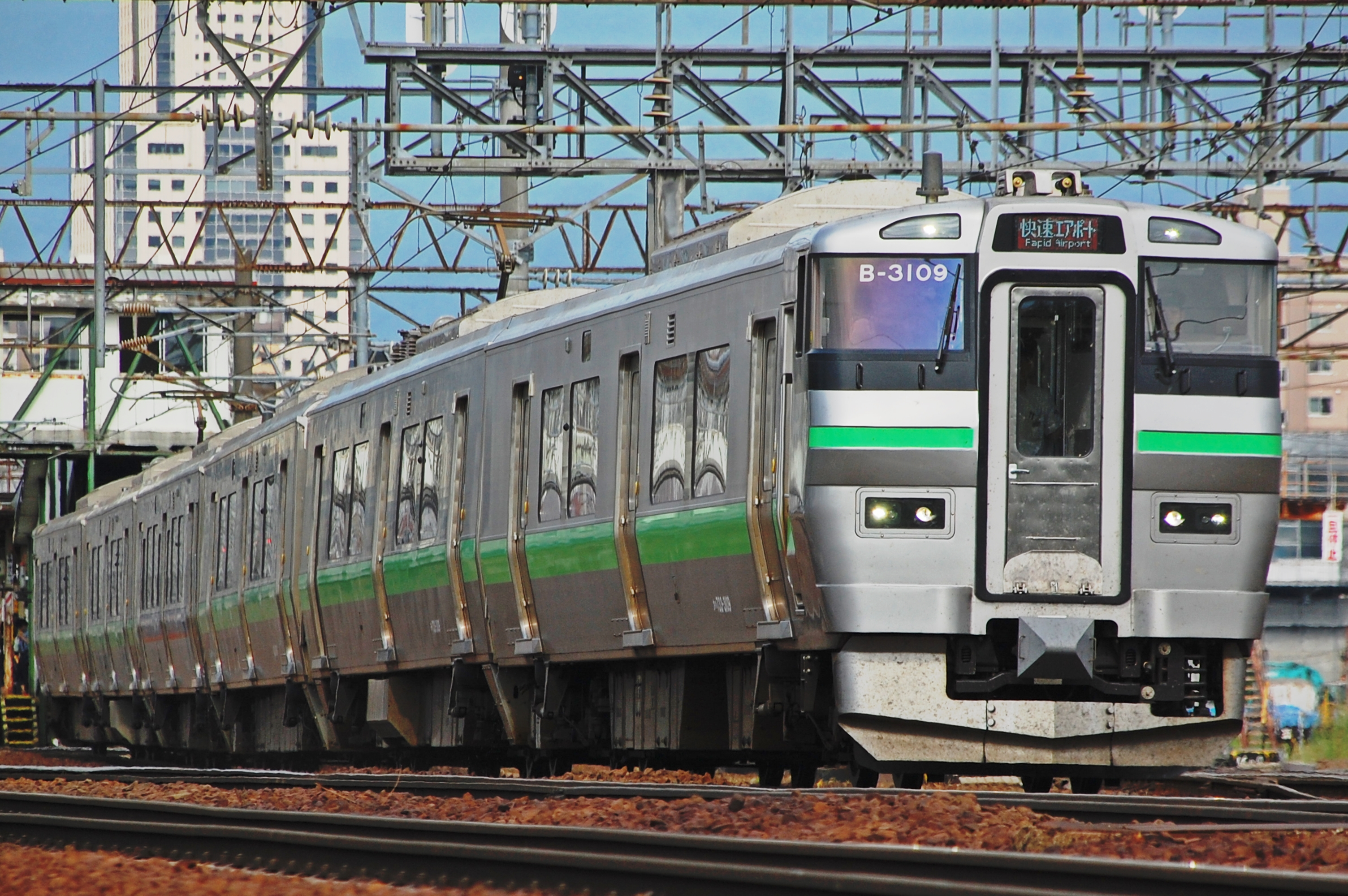
快速「エアポート」での運用に就く3000番台（B3109+3209編成）

### 基本番台・3000番台・4000番台
全車両が札幌運転所に配置され、札幌都市圏およびその周辺地区を中心とした以下の区間で運用されている。
- 快速・特別快速「エアポート」：新千歳空港駅 - 小樽駅間
- 区間快速「エアポート」：新千歳空港駅 - 札幌駅間
- 普通列車
  - 函館本線：小樽駅 - 札幌駅 - 滝川駅間[28]
  - 千歳線・室蘭本線：札幌駅 - 新千歳空港駅・苫小牧駅間[28]
  - 札沼線（学園都市線）：札幌駅 - 北海道医療大学駅間[28]

基本番台の運用は、基本的に721系（3両編成）・731系・735系と共通であり、3両あるいは3両編成2本を連結した6両編成で運転される。ただし、201系気動車との併結運用は731系が専用で充当されるため、これらに絡む運用に本系列は投入されない。また、新千歳空港駅には早朝時間帯の普通列車のみ乗り入れる。
岩見沢〜滝川間は、朝晩の札幌方面直通列車のみ運用される。

また、過去に試運転などで旭川方面にも入線している。

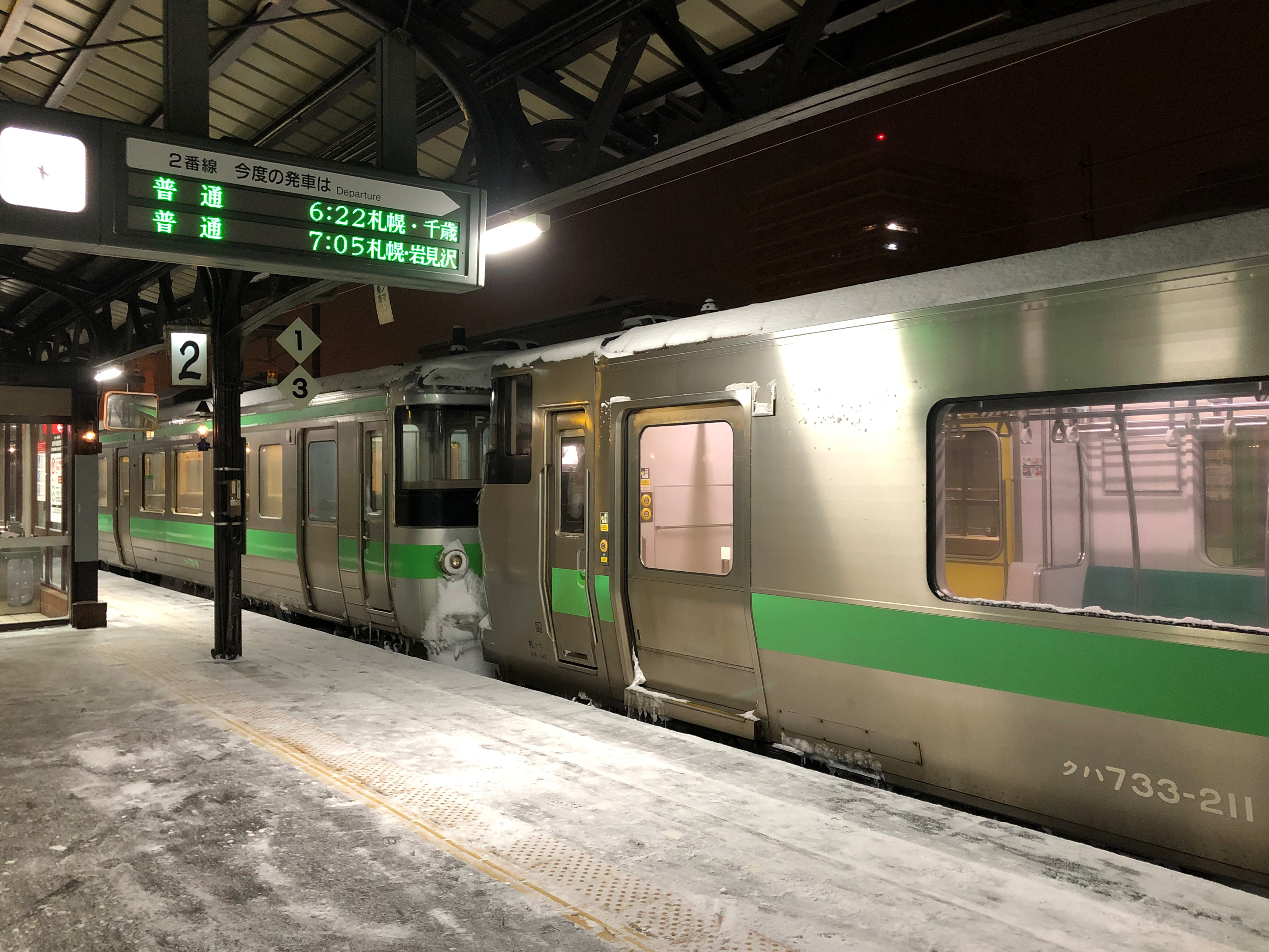
721系と併結し、小樽発千歳行普通列車の運用に就く基本番台（2020年2月、小樽駅）

3000番台・4000番台の運用は、721系の「uシート」組み込み6両編成と共通である。「エアポート」用編成の配置本数に対して快速「エアポート」の運用数は余裕があることから、終日6両編成運用を主に普通列車としても運転される。
2024年に投入された4000番台以外はかつては区間快速「いしかりライナー」（小樽駅 - 岩見沢駅）としての運用もあったが、2020年（令和2年）3月14日ダイヤ改正で廃止された。

### 1000番台
全車両が函館運輸所に配置され、以下の列車で運用されている。通常は全列車3両運転だが、多客時には6両で運転されることもある。
函館本線の新函館北斗 -  小樽間が非電化のため、当番台は函館地区の閉じ込め運用となっている。
- 快速・普通列車「はこだてライナー」
  - 函館本線：函館駅 - 新函館北斗駅間

## 車歴表
- 製造…川重：川崎重工業、川車：川崎車両
- 配置…札幌：札幌運転所、函館：函館運輸所

## 改造歴
- 改造所…苗穂：苗穂工場、札幌：札幌運転所